# Copa d'Europa de futbol 1968-69
La Copa d'Europa de futbol 1968-69 fou l'edició número 14 en la història de la competició.
La competició fou guanyada per l'AC Milan a la final enfront l'AFC Ajax. Un elevat nombre d'equips de l'Europa de l'Est abandonà les dues primeres rondes de la competició per motius polítics.

## Primera ronda
| Equip 1                  | Global | Equip 2              | Anada | Tornada |
| ------------------------ | ------ | -------------------- | ----- | ------- |
| Malmö FF                 | 3-5    | AC Milan             | 2-1   | 1-4     |
| AS Saint-Étienne         | 2-4    | Celtic FC            | 2-0   | 0-4     |
| Estrella Roja de Belgrad | (abd)  | Carl Zeiss Jena      | -     | -       |
| Waterford United         | 2-10   | Manchester United FC | 1-3   | 1-7     |
| RSC Anderlecht           | 5-2    | Glentoran            | 3-0   | 2-2     |
| Rosenborg BK             | 4-6    | Rapid Viena          | 1-3   | 3-3     |
| Reial Madrid             | 12-0   | AEL                  | 6-0   | 6-0     |
| Nuremberg                | 1-5    | AFC Ajax             | 1-1   | 0-4     |
| Manchester City FC       | 1-2    | Fenerbahçe SK        | 0-0   | 1-2     |
| Valur                    | 1-8    | SL Benfica           | 0-0   | 1-8     |
| Floriana                 | 1-3    | Reipas Lahti         | 1-1   | 0-2     |
| Steaua Bucharest         | 3-5    | Spartak Trnava       | 3-1   | 0-4     |
| AEK Atenes               | 5-3    | Jeunesse Esch        | 3-0   | 2-3     |
| FC Zürich                | 3-4    | AB                   | 1-3   | 2-1     |
| Dinamo Kiev              | (abd)  | Ruch Chorzów         | -     | -       |
| Levski-Spartak           | (abd)  | Ferencvárosi TC      | -     | -       |

## Segona ronda
| Equip 1              | Global | Equip 2                  | Anada | Tornada |
| -------------------- | ------ | ------------------------ | ----- | ------- |
| AC Milan             | Bye    | -                        | -     | -       |
| Celtic FC            | 6-2    | Estrella Roja de Belgrad | 5-1   | 1-1     |
| Manchester United FC | 4-3    | RSC Anderlecht           | 3-0   | 1-3     |
| Rapid Viena          | 2-2¹   | Reial Madrid             | 1-0   | 1-2     |
| AFC Ajax             | 4-0    | Fenerbahçe SK            | 2-0   | 2-0     |
| SL Benfica           | Bye    | -                        | -     | -       |
| Reipas Lahti         | 2-16   | Spartak Trnava           | 1-9   | 1-7     |
| AEK Atenes           | 2-0    | AB                       | 0-0   | 2-0     |

¹ Rapid Viena passà a quarts de final per la regla del valor doble dels gols en camp contrari.

## Quarts de final
| Equip 1              | Global | Equip 2     | Anada | Tornada |
| -------------------- | ------ | ----------- | ----- | ------- |
| AC Milan             | 1-0    | Celtic FC   | 0-0   | 1-0     |
| Manchester United FC | 3-0    | Rapid Viena | 3-0   | 0-0     |
| AFC Ajax             | 4-4¹   | SL Benfica  | 1-3   | 3-1     |
| Spartak Trnava       | 3-2    | AEK Atenes  | 2-1   | 1-1     |

¹ Ajax passà a semifinals en guanyar un partit de desempat per 3-0 sobre el Benfica.

## Semifinals
| Equip 1  | Global | Equip 2              | Anada | Tornada |
| -------- | ------ | -------------------- | ----- | ------- |
| AC Milan | 2-1    | Manchester United FC | 2-0   | 0-1     |
| AFC Ajax | 3-2    | Spartak Trnava       | 3-0   | 0-2     |

## Final
| AC Milan                       | 4-1 | AFC Ajax           |
| ------------------------------ | --- | ------------------ |
| Prati 7' 40' 75' · Sormani 67' |     | Vasović 60' (pen.) |

| Guanyador de la Copa d'Europa 1968-69 |
| ------------------------------------- |
| AC Milan Segon títol                  |